# Ollósfarkú kánya
Az ollósfarkú kánya vagy más néven fecskekuhi (Chelictinia riocourii) a madarak osztályának vágómadár-alakúak (Accipitriformes) rendjébe, ezen belül a vágómadárfélék (Accipitridae) családjába tartozó Chelictinia nem egyetlen faja.

## Előfordulása
Afrikában, Benin, Burkina Faso, Kamerun, a Közép-afrikai Köztársaság, Csád, Elefántcsontpart, Dzsibuti, Eritrea, Etiópia, Gambia, Ghána, Kenya, Libéria, Mali, Mauritánia, Niger, Nigéria, Szenegál, Szomália, Szudán, Togo, Uganda és Jemen területén honos.

## Megjelenése
Fejének teteje és háti része kékesszürke, hasi része fehér. Hosszú keskeny szárnya és villás farka van.
|  |  |